# 倒叙推理
倒叙推理或反敘式偵探小說(英語：Inverted detective story),也叫（How catch them，意：如何抓到他們），是一种推理小说的叙事手法。
通常兇手在這種故事的一開始就被揭露，看點是看偵探是如何抓到兇手。這類故事通常會以兇手視角展開，犯人將先實現一宗完美犯罪。等偵探登場后，再通過各種蛛丝马迹查明真相、抓到犯人。由於破案關鍵一定會在故事前半段的犯罪過程中，經由敘述充分展示給讀者知曉，因此倒敘推理也被視為「最公平的解謎推理」。
雖然愛倫·坡曾寫過倒敘形式的犯罪故事《黑貓》和《洩密的心》。
但一般認為R.奧斯汀·弗里曼（R. Austin Freeman）1912年短篇小說集《唱歌的白骨》（The Singing Bone）中的〈布羅茨基命案〉(The Case of Oscar Brodski)才是初次使用這個形式的故事。而
Inverted detective story這個詞則是R.奧斯汀·弗里曼在之後1924年的短文《偵探小說的藝術》（The Art of the Detective Story）中初次提到。該篇短文同時也強調了將偵探小說與“純粹的犯罪小說”相提並論是一個極大的錯誤。 
由於倒敘推理並不好寫，对侦破过程要求较高，既要有较为科学、可信的侦破知识，又要求侦破过程具有相当的可读性，所以這類小說作品很少。比較有名的是美國電視電影《神探可倫坡》（Columbo）和模仿該劇的日劇《古畑任三郎》。